# هوارد إل. كلارك سينيور
هوارد إل. كلارك سينيور (بالإنجليزية: Howard L. Clark, Sr.)‏ هو مسير أعمال أمريكي، ولد في 1916 في سووث باسادينا في الولايات المتحدة، وتوفي في 2001 في غرينيتش في الولايات المتحدة.